# Backyard Wrestling
Backyard Wrestling er et verdensfænomen blandt fans af wrestling. I bund og grund er Backyard Wrestling en form for showbrydning, der bliver udøvet af amatører i primært baggårde, deraf navnet. 

## Oprindelse
Backyard Wrestling har eksisteret i mange år. Det ældste eksempel er en gammel hjemmevideo optagelse fra starten af 80'erne, med den fremtidige WWF-mester Mick Foley. I klippet hopper Foley ned fra et hustag, og lander på sin modstander gennem et bord. Siden har adskillige wrestling fans, for det meste i alderen 15-19, wrestlet selv i deres baghaver og fænomenet toppede i perioden 1999-2003. Et firma blev dannet af Rick Mahr med navnet Backyard Wrestling, og her kunne amerikanske unge sende optagelser af deres kampe og voldsomme stunts ind. Der blev i alt udgivet 6 DVD'er, som alle blev anset som kontroversielle. 

## Kritik
Backyard Wrestling firmaet blev kritiseret for at støtte unge mennesker i at sætte deres liv på spil i baghaverne, ved ikke at have lært wrestling fra professionelle, og ved at bruge farlige våben som tegnestifter, pigtråd og ild – alle ting som intet har med det rigtige wrestling (eller showbrydning) at gøre. Mange unge er blevet skadet og invalide af de farlige og utrænede stunts, som også selvom de er trænet er farlige.

## Popularitet
Der var dog stadig stor interesse for fænomenet blandt nogle, og wrestling verdenen blev delt mellem de som synes det tilsmudsede wrestling, og de som elskede fænomenet. Der blev endda udgivet to videospil og en biograf dokumentar med titlen The Backyard. Backyard Wrestling blev også dækket i Europa med en britisk dokumentar der også er blevet vist på dansk TV 2. Det danske wrestling forbund, Dansk Pro Wrestling, tager stor afstand til Backyard Wrestling og vil ikke have noget som helst med det at gøre.

## Videospil
Der blev i alt udgivet to Backyard Wrestling videospil titler, baseret dels på Backyard Wrestling Inc. med hensyn til logo og figurer som Tylene Buck, Masked Horndog osv., men naturligvis også fænomenet i sig selv. 

### Backyard Wrestling: Don't Try This at Home
Backyard Wrestling: Don't Try This at Home blev udgivet i 2003 af Eidos. Spillet havde ingen wrestling ring, men en række andre områder at kæmpe i, såsom baghaver, indkøbscentre og stripklubber. Spillet indeholdte også musik fra en række kendte bands som Sum 41, Bowling For Soup, Insane Clown Posse og Dropkick Murphys. Spillet inkluderede en række opdigtede backyard wrestlere, men også kendte folk såsom:
- Insane Clown Posse
- Josh Prohibition
- Mad Man Pondo
- M-Dogg 20
- Rude Boy
- Sabu
- Tylene Buck
- Twiztid

### Backyard Wrestling 2: There Goes the Neighborhood
Backyard Wrestling 2: There Goes the Neighborhood blev udgivet i 2004 af Eidos. Spillet havde ligesom det forrige, ingen wrestling ring, men en række andre områder at kæmpe i, såsom baghaver, grillbarer og byggepladser. Spillet inkluderede denne gang kun rigtige wrestlere, og enkelte berømtheder:
- Andrew W.K.
- El Drunko
- Insane Clown Posse
- Luke Hadley
- Mad Man Pondo
- Masked Horndog
- The Messiah
- New Jack
- Rude Boy
- Ryuji Ito
- Sandman
- Sick Nick Mondo
- Sonjay Dutt
- Supreme
- Sunrise Adams
- Tera Patrick
- Tylene Buck
- Vampiro
- Vic Grimes
- Zandig